# Coacotzintla
Coacotzintla är en ort i Mexiko.   Den ligger i kommunen Coacoatzintla och delstaten Veracruz, i den sydöstra delen av landet, 230 km öster om huvudstaden Mexico City. Coacotzintla ligger 1 451 meter över havet och antalet invånare är 4 978.
Terrängen runt Coacotzintla är bergig. Runt Coacotzintla är det tätbefolkat, med 511 invånare per kvadratkilometer. Närmaste större samhälle är Xalapa, 13,6 km söder om Coacotzintla. Omgivningarna runt Coacotzintla är en mosaik av jordbruksmark och naturlig växtlighet.